# الميثاق الوطني الجنوبي
الميثاق الوطني الجنوبي هو وثيقة سياسية أعلن عنها المجلس الأنتقالي الجنوبي في اليمن، تهدف إلى توحيد القوى والمكونات السياسية والمدنية اليمنية الجنوبية ضمن رؤية مشتركة لتحقيق تطلعات شعب جنوب اليمن، وعلى رأسها استعادة الدولة الجنوبية المستقلة. أُعلن عن الميثاق رسمياً في العاصمة المؤقتة عدن في 8 مايو 2023، بحضور قيادات سياسية ومجتمعية من مختلف المحافظات الجنوبية.

## الخلفية
جاء إطلاق الميثاق الوطني الجنوبي في ظل تحولات سياسية وأمنية تشهدها الساحة اليمنية، وخاصة مع تصاعد دور المجلس الأنتقالي الجنوبي كقوة سياسية وعسكرية تسعى لتمثيل الجنوب. وقد سبق الميثاق سلسلة من الحوارات الجنوبية-الجنوبية، دعا لها المجلس الأنتقالي الجنوبي بهدف تحقيق وحدة الصف الجنوبي وتجاوز الانقسامات السياسية بين المكونات المختلفة.

## الأهداف
يهدف الميثاق إلى:
- ترسيخ وحدة الصف الجنوبي بمختلف مكوناته السياسية والمجتمعية.
- بلوزة رؤية سياسية موحدة للقضية الجنوبية.
- تنظيم العلاقة بين المكونات الجنوبية بما يخدم قضية استعادة الدولة.
- تأكيد التزام الجنوبيين بمبدأ الحوار كوسيلة لحل الخلافات.
- دعم المسار السياسي والدبلوماسي لنيل الاعتراف الإقليمي والدولي بحق الجنوب في تقرير مصيره.

## المشاركون
وقعت على الميثاق عدد من الكيانات والمكونات الجنوبية، من بينها:
- المجلس الانتقالي الجنوبي (الجهة الداعية للمؤتمر)
- عدد من الأحزاب والتنظيمات السياسية الجنوبية
- شخصيات وطنية وأكاديمية ومجتمعية
- ممثلون عن الحراك الجنوبي وفصائل المقاومة

## ردود الفعل
لقي الميثاق ترحيباً من بعض المكونات الجنوبية باعتباره خطوة نحو توحيد الرؤية الجنوبية، بينما عبّرت أطراف أخرى عن تحفظها أو عدم مشاركتها لأسباب سياسية أو اختلافات في الرؤية حول مستقبل الجنوب.

## أهمية الميثاق
يُعد الميثاق الوطني الجنوبي وثيقة سياسية مهمة ضمن مساعي الجنوبيين لإعادة بناء مؤسساتهم وتقديم رؤية سياسية مشتركة للقضية الجنوبية في إطار العملية السياسية الشاملة في اليمن. كما يُعتبر تمهيداً لمشاركة موحدة في أي مفاوضات مستقبلية بشأن الحل النهائي للنزاع اليمني.